# Olice Pedra de Caldas
Olice Pedra de Caldas (Candelária, RS, 7 de novembro de 1910 — Florianópolis, 7 de setembro de 1974) foi um político brasileiro. 
Filho de Trajano Gomes de Caldas e de Antonina Pedra de Caldas. Conhecido como Olice Caldas, foi fundador na década de 1940 do Sindicato dos Trabalhadores na Indústria de Beneficiamento de Carvão de Tubarão, onde iniciou-se em atividades sociais e após seguiu a carreira política em representação da região sul do estado de Santa Catarina, mais precisamente as cidades de Tubarão e Capivari de Baixo.
Na década de 1950, sob a liderança de Olice Pedra de Caldas, foi fundado o diretório do Partido Trabalhista Brasileiro (PTB) em Tubarão, partido que foi filiado até seu falecimento, e pelo qual se elegeu deputado estadual na Assembleia Legislativa de Santa Catarina na 3ª legislatura (1955 — 1959), na 4ª legislatura (1959 — 1963), como suplente convocado, e na 5ª legislatura (1963 — 1967).
Como deputado estadual de Santa Catarina, propôs projetos de leis criando as cidades de Angelina e São Ludgero, Leis Estaduais n. 781/61 e 829/62. Propôs a instalação da primeira escola estadual do município de São Francisco do Sul, promulgada pela Lei Estadual n. 620/60.